# Akira Iida

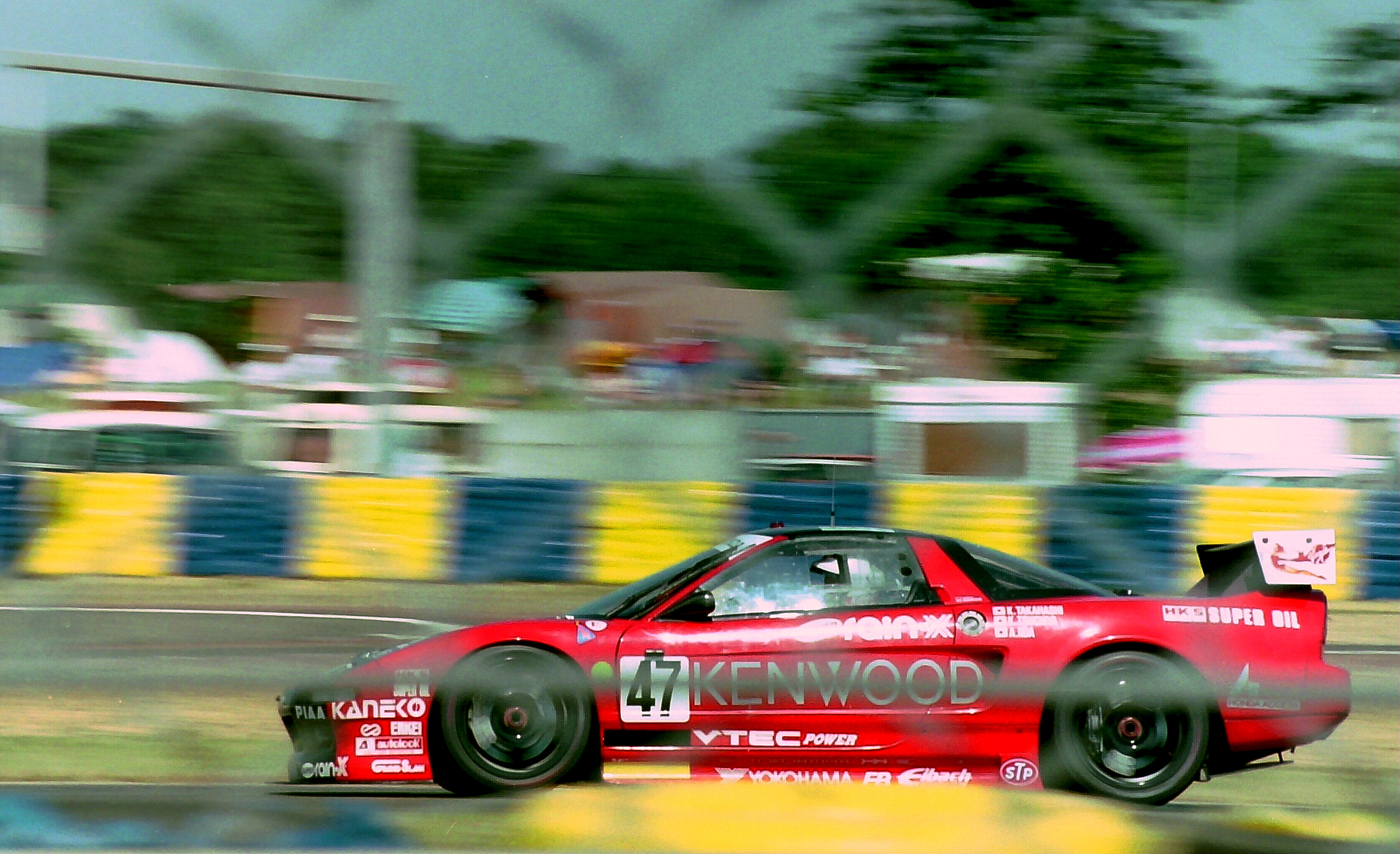
Der Honda NSX von Kunimitsu Takahashi, Keiichi Tsuchiya und Akira Iida beim 24-Stunden-Rennen von Le Mans 1994

Akira Iida (jap. 飯田 章, Ida Akira; * 18. Dezember 1969 in der Präfektur Kanagawa) ist ein ehemaliger japanischer Autorennfahrer.

## Karriere
Akira Iida war vor allem als GT- und Sportwagenpilot erfolgreich. Nach der Formel-3000-Saison 1996 versuchte er sich zwischen 1997 und 1999 drei Jahre lang in der Formel Nippon zu etablieren. Nachdem der dritte Rang hinter Pedro de la Rosa und Takuya Kurosawa beim Wertungslauf am Mine Circuit das einzige nennenswerte Ergebnis blieb, verzichtete er in Folge auf weitere Monoposto-Einsätze. 
Die Entscheidung sich auf den GT- und Sportwagensport zu konzentrieren, führte zu sechs Gesamt- und 15 Klassensiegen in japanischen Rennserien. Viele Jahre war er regelmäßiger Teilnehmer in der Super GT, wo er 2002 (damals noch unter der Bezeichnung All Japan Grand Touring Car Championship) die Gesamtwertung der GT-500-Klasse gewann. 2013 wurde er GTE-Gesamtsieger in der Asian Le Mans Series. Zu seinen Erfolgen bei Rennen ohne Meisterschaftsstatus zählte der Sieg beim 1000-km-Rennen von Suzuka 2002.
In Europa startete Iida mehrmals beim 24-Stunden-Rennen von Le Mans. Er debütierte 1994 und gewann 1995 gemeinsam mit Keiichi Tsuchiya und Kunimitsu Takahashi auf einem Honda NSX die GT2-Klasse.

## Statistik

### Le-Mans-Ergebnisse
| Jahr | Team                 | Fahrzeug               | Teamkollege         | Teamkollege      | Platzierung            | Ausfallgrund |
| ---- | -------------------- | ---------------------- | ------------------- | ---------------- | ---------------------- | ------------ |
| 1994 | Kremer Honda Racing  | Honda NSX              | Kunimitsu Takahashi | Keiichi Tsuchiya | Rang 18                |              |
| 1995 | Team Kunumitsu Honda | Honda NSX              | Kunimitsu Takahashi | Keiichi Tsuchiya | Rang 8 und Klassensieg |              |
| 1996 | Team Kunumitsu Honda | Honda NSX              | Kunimitsu Takahashi | Keiichi Tsuchiya | Rang 16                |              |
| 2000 | TV Ashai Team Dragon | Panoz LMP-1 Roadster S | Masahiko Kondō      | Keiichi Tsuchiya | Rang 8                 |              |
| 2002 | Team Taisan Advan    | Porsche 911 GT3-RS     | Kazuyuki Nishikawa  | Keiichi Tsuchiya | Rang 21                |              |
| 2003 | Team Taisan Advan    | Porsche 911 GT3-RS     | Kazuyuki Nishikawa  | Keiichi Tsuchiya | Rang 19                |              |